# ノヴァレーザ
ノヴァレーザ（伊: Novalesa）は、イタリア共和国ピエモンテ州トリノ県にある、人口約500人の基礎自治体（コムーネ）。

## 地理

### 位置・広がり

#### 隣接コムーネ
隣接するコムーネは以下の通り。FR-73はフランスのサヴォワ県所属を示す。
- Bessans (FR-73)
- Val-Cenis (FR-73, Lanslebourg-Mont-Cenis)
- モンパンテーロ
- モンチェニージオ
- ウッセーリオ
- ヴェナーウス

## 行政

### 分離集落
ノヴァレーザには、以下の分離集落（フラツィオーネ）がある。
- Borghetto, Fraita, Ronelle, San Pietro, San Rocco, Santa Maria, Sant'Anna, Villaretto

## 姉妹都市
- Le Monêtier-les-Bains、フランス